# Еритреја на Светском првенству у атлетици у дворани 2022.
Еритреја је учествовала на 18. Светском првенству у атлетици у дворани 2022. одржаном у Београду од 18. до 20. марта четврти пут. Репрезентацију Еритреја представљала је 1 атлетичарка, која се такмичила у трци на 3.000 метара.,
На овом првенству такмичарка Еритреје није освојила ни једну медаљу али је оборила национални и лични рекорд.
У табели успешности према броју и пласману такмичара који су учествовали у финалним такмичењима (првих 8 такмичара) Еритреја је са 1 учесницом у финалу делила 49. место са 1 бодом.
| Пл.  | Земља    | 1. место | 2. место | 3. место | 4. место | 5. место | 6. место | 7. место | 8. место | Бр. фин. | Бод. |
| ---- | -------- | -------- | -------- | -------- | -------- | -------- | -------- | -------- | -------- | -------- | ---- |
| =49. | Еритреја | 0        | 0        | 0        | 0        | 0        | 0        | 0        | 1        | 1        | 1    |

## Учесници
Жене:
- Рејчел Данијел — 3.000 м

## Резултати

### Жене
| Атлетичарка    | Дисциплина | Лични рекорд | Финале         | Финале | Детаљи |
| Атлетичарка    | Дисциплина | Лични рекорд | Резултат       | Место  | Детаљи |
| -------------- | ---------- | ------------ | -------------- | ------ | ------ |
| Рејчел Данијел | 3.000 м    | 9:46,33 о    | 7:45,44 НР, ЛР | 8 / 20 |        |